# 建国先贤纪念园
建国先贤纪念园（英語：Founders' Memorial）是一座为新加坡建国元勋而立的纪念堂，将建在濱海灣花園内的滨海东花园。
2020年3月9日，日本隈研吾建筑都市设计事务所和新加坡的K2LD Architects联合团队的提案赢得了建国先贤纪念园的国际设计比赛。纪念园预计于2027年竣工。

## 历史
新加坡首任总理李光耀于2015年3月23日辞世。李光耀明确表示，他不想要一座属于自己的纪念碑，他的遗嘱中明确指出，自己希望其在欧思礼路38号的房子能被拆除。

在2015年4月13日的国会声明中，他的儿子李显龙总理表示：

李先生始终明白他不是一个人行动，而是作为一个团队的一员在付出。他的核心团队包括吴庆瑞、拉惹勒南、奥斯曼渥、韩瑞生、林金山等。这是一支多元种族的团队，彼此优势互补，相互信任，通过他们的共同努力，这支队伍在新加坡创造了一个繁荣、公平和公正的社会。李先生自己说他只是平等的第一人。因此，我们不仅要考虑如何纪念李先生，还要考虑如何纪念我们的其他开国元勋，这是恰当的。
有人提出的一个想法是为所有的开国元勋设立一座纪念碑，也许再加上一个展览馆，以纪念他们的遗产并教育后代。事实上，李先生本人也认为这样的纪念馆是有价值的。

我同意这个概念值得进一步考虑。一座建国元勋纪念堂不一定要是座宏伟的建筑，但它必须代表我们的理想、我们的价值观、我们的希望和抱负。它必须属于所有新加坡人，对我们所有人都具有重要意义。它应该是个我们和子孙后代可以铭记我们历史上的一个关键时期，反思我们开国元勋的理想，并承诺延续他们的国家建设工作的地方。
纪念园的场地于2018年选定；建筑工程预计2022年展开，2027年竣工。
纪念园原称建国元勋纪念堂，之后改名为“建国先贤纪念园”。

## 国际设计比赛
纪念园的设计比赛于2018年1月开展，吸引了193名国内外建筑师提交设计献议书。第一阶段的评审是一个匿名过程，持续了12周，直到4月5日结束。进入下一阶段的五名参赛团队的名字只有在入围后才向七人评审团透露。
第二阶段入围的五个参赛作品为：隈研吾建筑都市设计事务所 和 K2LD Architects（合作）； 8DGE创歆建筑设计事务所 和 雅思柏建筑设计事务所（合作）； Cox Architecture 和 Architects 61（合作）； DP Architects；Johnson Pilton Walker。
2020年3月9日，隈研吾建筑都市设计事务所（日本）和K2LD Architects（新加坡）联合团队的提案赢得了设计比赛。纪念园预计于2027年竣工。

## 交通
建成后，汤申－东海岸地铁线的建国先贤纪念园地铁站将为纪念园提供地铁服务。

## 他國類似建築
- 阿聯酋國父紀念館（英语：The Founder's Memorial）
- 海地國家先賢紀念館（西班牙语：Museo del panteón nacional haitiano）
- 國立國父紀念館
- 國立中正紀念堂
- 馬哈迪首相紀念館
- 汶萊蘇丹紀念館（英语：Royal Regalia Museum）
- 金九紀念館
- 朴正熙總統紀念圖書館
- 馬可仕總統紀念館（英语：Ferdinand E. Marcos Presidential Center）
- 蘇哈托紀念館
- 布爾吉巴紀念館（法语：Musée Habib-Bourguiba）
- 費薩爾國王基金會（英语：King Faisal Foundation）